# IndieWire
IndieWire (anciennement typographié indieWIRE) est un site web d'actualité américain consacré au cinéma indépendant, faisant office de source de référence sur le sujet. Créé en 1996, il est consacré aux films indépendants, mais aussi aux films documentaires et aux films en langues étrangères, et propose des informations de l'industrie cinématographique, une couverture des festivals et des cérémonies de récompenses, des interview de cinéastes et des critiques de films sous la forme de blogs.

## Accueil
Le site a remporté par deux fois le Webby Award du meilleur site consacré au cinéma. Il est régulièrement cité par Variety, et a été qualifié par Forbes de « cœur de la communauté en ligne du cinéma indépendant ».

## Critics Poll
Le site propose chaque année un classement du meilleur film et de la meilleure performance d'acteur.

### Critics Poll 2006

#### Meilleur film
- La Mort de Dante Lazarescu (Moartea domnului Lăzărescu) •  Roumanie

#### Meilleure performance
- Helen Mirren pour The Queen

### Critics Poll 2007

#### Meilleur film
- There Will Be Blood

#### Meilleure performance
- Daniel Day-Lewis pour There Will Be Blood

### Critics Poll 2008

#### Meilleur film
- Le Voyage du ballon rouge •  France

#### Meilleur acteur dans un second rôle
- Robert Downey Jr pour le rôle de Tonnerre sous les tropiques (Tropic Thunder)

#### Meilleure performance
- Mickey Rourke pour The Wrestler

### Critics Poll 2009

#### Meilleur film
- L'Heure d'été •  France

#### Meilleure performance
- Tilda Swinton pour Julia

### Critics Poll 2010

#### Meilleur film
- Winter's Bone

#### Meilleure performance
- Édgar Ramírez pour Carlos

### Critics Poll 2011

#### Meilleur film
- The Tree of Life

#### Meilleure performance
- Michael Shannon pour Take Shelter
- Michael Fassbender pour Shame

### Critics Poll 2012

#### Meilleur film
- Holy Motors •  France

#### Meilleure performance
- Denis Lavant pour Holy Motors •  France

### Critics Poll 2013

#### Meilleur film
- Twelve Years a Slave

#### Meilleure performance
- Chiwetel Ejiofor pour Twelve Years a Slave

### Critics Poll 2014

#### Meilleur premier long métrage
- John Wick – David Leitch et Chad Stahelski

### Critics Poll 2015

#### Meilleur acteur
- Michael B. Jordan pour le rôle de Adonis « Donnie » Johnson Creed dans Creed : L'Héritage de Rocky Balboa (3e place)

#### Meilleure actrice dans un second rôle
- Tessa Thompson pour le rôle de Bianca dans Creed : L'Héritage de Rocky Balboa (10e place)

#### Meilleur acteur dans un second rôle
- Sylvester Stallone pour le rôle de Rocky Balboa dans Creed : L'Héritage de Rocky Balboa (2e place)

#### Meilleure musique originale ou bande originale
- Creed : L'Héritage de Rocky Balboa – Ludwig Göransson (10e place)

#### Meilleur montage
- Creed : L'Héritage de Rocky Balboa – Claudia Castello et Michael P. Shawver (8e place)

### Critics Poll 2016

#### Le film le plus attendu de 2017
- John Wick 2 (6e place)
- Alien: Covenant (7e place)